# Aszur Bin Chajjal
Aszur Bin Chajjal (arab. عاشور بن خيال, ʿĀshūr Bin Khayyāl; ur. 1939) – libijski dyplomata i polityk.
Pochodzi z Darny. Pod koniec lat 60. XX wieku był pierwszym sekretarzem libijskiego przedstawicielstwa dyplomatycznego w Rzymie. Kierował również biurem ludowym (ambasadą) w Korei. Zrezygnował ze stanowiska w 1984 i rozpoczął działalność opozycyjną wobec reżimu Mu’ammara al-Kaddafiego. Mieszkał w USA i Kanadzie. 22 listopada 2011 objął funkcję ministra spraw zagranicznych. 31 października 2012 został zastąpiony przez Alego al-Audżalego.